# 199 f.Kr.

## Händelser

### Efter plats

#### Romerska republiken
- Den romerske generalen Gnaeus Baebius Tamphilus anfaller insubrerna i Gallien, men förlorar över 6.700 soldater på kuppen.
- Scipio Africanus blir censor och princeps senatus (titulärledare för den romerska senaten).
- Den romerska lagen Lex Porcia föreslås av tribunen P. Porcius Laeca för att ge romerska medborgare i Italien och provinserna rätten att överklaga vid rättsfall då dödsstraff har utdömts.

## Avlidna
- Gnaeus Naevius, latinsk poet